# Mário Maia
Mário Maia (Rio Branco, 15 de outubro de 1925 — Rio Branco, 26 de julho de 2000) foi um seringueiro, médico e político brasileiro que foi deputado federal e senador pelo Acre.

## Biografia
Filho de Benedito Alves Maia e Laura Alves Maia. Seringueiro durante a juventude, recebeu uma bolsa de estudos e foi para o Rio de Janeiro onde se graduou em Medicina pela Universidade Federal Fluminense com estágio no hospital Antônio Pedro em Niterói. Fez especialização em cirurgia geral e anestesiologia com pós-graduação pela Pontifícia Universidade Católica da Guanabara. Após morar em Brasília, voltou ao Acre e disputou uma cadeira de deputado federal pelo PTB em 1958. Derrotado em sua primeira tentativa, foi eleito em 1962 e reeleito em 1966 pelo MDB ao qual se filiou por ser opositor do Regime Militar de 1964. Cassado pelo Ato Institucional Número Cinco em decreto assinado pelo presidente Artur da Costa e Silva a 7 de fevereiro de 1969, teve os direitos políticos suspensos por dez anos, passando a maior parte desse período no Rio de Janeiro. Expirada sua punição, entrou no PMDB e foi eleito senador pelo Acre em 1982 e votou em Tancredo Neves no Colégio Eleitoral em 1985.
Após divergir com o diretório estadual de seu partido migrou para o PDT e foi derrotado na eleição para o governo do estado em 1986 e na disputa pela reeleição a senador em 1990. Retornou à vida pública como Secretário de Saúde no governo Orleir Cameli e buscou um mandato de deputado federal pelo PFL em 1998, mas não conseguiu se eleger. Faleceu vítima de enfarte.